# Ryohei Arai
Ryohei Arai (新井 涼平 Arai Ryohei?), född 3 november 1990 i Saitama prefektur, är en japansk fotbollsspelare.
Arai började sin karriär 2009 i Omiya Ardija. Efter Omiya Ardija spelade han för FC Gifu, Giravanz Kitakyushu och Ventforet Kofu.